# Distretto di Commonwealth (Montserrado)
Il distretto di Commonwealth è un distretto della Liberia facente parte della contea di Montserrado.